# Ambrus
Az Ambrus férfinév a görög Ambrosziosz név rövidüléséből származik. Az Ambroziosz jelentése: halhatatlan.
A név eredete korábbi, óhéber eredetű és a jelentése itt is hasonló: istenfélő halhatatlan. Az Ambrus görög jelentése: halhatatlan istenektől származó A görög mitológiában az ambrózia az istenek halhatatlanságot biztosító étele volt. Női ragozott párja: Ambrózia.

## Rokon nevek
- Ambos:[1] a név régi magyar becéző formája[2]
- Ambró:[1] a név régi magyar becéző formája[2]

## Gyakorisága
Az 1990-es években az Ambrus nagyon ritka név volt, az Ambos és Ambró szórványosan fordult elő, a 2000-es években egyik sem szerepel a 100 leggyakoribb férfinév között.
A teljes népességre vonatkozóan a 2000-es években az Ambrus és rokon  nevei nem szerepeltek a 100 leggyakrabban viselt férfinév között.

## Más nyelveken
- Ambrosius

## Névnapok
Ambrus, Ambos, Ambró: 
- július 19.,[2]
- október 16.,[2]
- október 18.,[2]
- december 7.[2] hivatalosan

## Híres Ambrusok, Ambosok, Ambrók
„Ambrus” utónevű személyek szócikkeinek listája a Wikidata alapján